# Rhacaplacarus diaphoros
Rhacaplacarus diaphoros är en kvalsterart som först beskrevs av Wojciech Niedbała 2000.  Rhacaplacarus diaphoros ingår i släktet Rhacaplacarus och familjen Phthiracaridae. Inga underarter finns listade i Catalogue of Life.